# پشت‌نقطه‌ای باشکوه
پشت‌نقطه‌ای باشکوه (نام علمی: Manonichthys splendens)، نام رایج برای splendid dottyback، گونه‌ای از پرتوبالگان دریایی از خانواده پشت‌نقطه‌ایان است. این گونه در اقیانوس آرام هند و غربی یافت می‌شود و گاهی راه خود را به تجارت آکواریوم باز می‌کند. اندازه آن به ۱۳ سانتی‌متر طول می‌رسد.